# Hachemi Tijani
El Hachemi el Tijani (Tidjani, Tedjini, en arabe : التيجاني الهاشمي ; né en 1918 à Rabat et mort le 7 juillet 2002 en Algérie) est un islamiste algérien.
Universitaire, militant islamiste, journaliste, il occupa les postes de secrétaire général de l'Université d'Alger, de conseiller technique au cabinet du ministre de l'Agriculture, de directeur de l'Institut agricole d'El-Harrach et de secrétaire général du Ministère des Habous et des Affaires religieuses algériennes.

## Biographie
El Hachemi el Tijani est le fils de Hadj Ahmed el Tijani (interprète et précepteur à la cour des rois marocains Moulay Youssef et Mohammed V). Né en 1918 à Rabat, il a une éducation bilingue, français et arabe, et est diplômé de la faculté des sciences humaines de Bordeaux. Plus tard il enseigne à l'université de Rabat.
Dès 1962, il devient secrétaire général de la faculté de lettres d'Alger.
En 1964, il est président de l'association religieuse « El Qiyam » (Les Valeurs), fondée par Malek Bennabi, et à travers laquelle il veut restaurer les « valeurs authentiques » de l'islam. Il appelle à « l'action... dans le cadre du parti de dieu, en opposition au parti de Satan », il recommande une « politique islamique » et la formation d'un État islamique unique avec à sa tête un seul dirigeant.
Il est le fondateur, directeur et principal collaborateur de la revue Humanisme musulman dans laquelle on peut lire en 1965 : « Tous les partis politiques, tous les régimes, tous les leaders qui ne se basent pas sur l'islam sont illégaux et dangereux. Un parti communiste, un parti séculier, un parti marxiste, un parti nationaliste, ne peuvent pas exister en terre d'Islam ».
Il sera également professeur à l'institut des sciences islamiques d'Alger.
El Hachemi el Tijani se réclame des réformistes salafistes comme El Afghani, et des Frères musulmans égyptiens Hassan el-Banna et Sayyid Qutb et de Chakib Arslan.

## Œuvres
- La doctrine abrogationniste de l'exégèse et ses dimensions sociales, Alger : Entreprise nationale du livre, [1990]
- Madhhab al-naskh fī al-tafsīr : wa-abʻāduhu al-ijtimāʻīyah (مذهب النسخ في تفسير : وأبعادخ الاجتماعية), Muʼassasat Daḥlab, Maroc, 1993